# Erich Hackl
Pour les articles homonymes, voir Hackl.
Erich Hackl, né le 26 mai 1954 à Steyr (Haute-Autriche), est un journaliste, traducteur et écrivain autrichien.

## Biographie
Auteur de plusieurs récits inspirés de faits historiques et grand connaisseur des sociétés espagnole et latino-américaine, Erich Hackl vit et travaille à Vienne.

## Œuvres
- Auroras Anlaß. Erzählung, Zurich 1987 (Le Mobile d'Aurora, Stock 2002), basé sur la vie d'Aurora Rodríguez Carballeira qui assassine sa fille Hildegart en 1933, adapté à la Comédie-Française[1].
- Abschied von Sidonie. Erzählung, Zurich 1989 (L'Adieu de Sidonie, Alinea 2001)
- König Wamba. Ein Märchen, Zurich 1991
- Sara und Simón. Eine endlose Geschichte, Zurich 1995 (Sara et Simón, éditions Viviane-Hamy, 2005)
- In fester Umarmung. Geschichten und Berichte, Zurich 1996
- Entwurf einer Liebe auf den ersten Blick, Zurich 1999
- Abschied von Sidonie: Materialien zu einem Buch und seiner Geschichte, Zurich 2000
- Der Träumer Krivanek. Eine Geschichte zu Bildern von Trude Engelsberger, Salzbourg 2000
- Die Hochzeit von Auschwitz. Eine Begebenheit, Zürich 2002 (Le Mariage d'Auschwitz, éditions Viviane-Hamy, 2003)
- Anprobieren eines Vaters. Geschichten und Erwägungen, Zurich 2004
- Als ob ein Engel. Erzählung nach dem Leben, Zurich 2007
- Familie Salzmann. Erzählung aus unsere Mitte, Zurich 2010